# Emilio Esteban Infantes
Emilio Esteban Infantes y Martín (ur. 18 maja 1892 w Toledo, zm. 6 września 1962 w Gijón) – hiszpański wojskowy (generał), dowódca Błękitnej Dywizji podczas II wojny światowej.

## Życiorys
W 1910 w stopniu porucznika ukończył akademię wojskową w Toledo, poznając podczas nauki Francisco Franco i Juana Yagüe. Służył w Hiszpańskiej Armii Afrykańskiej w Maroku. W latach 1909–1927 uczestniczył w wojnie rifskiej. W 1910 awansował do stopnia kapitana, zaś w 1928 podpułkownika. Po zakończeniu konfliktu wykładał jako profesor w akademii wojskowej w Saragossie, której komendantem był gen. F. Franco. 17 lipca 1936, kiedy wybuchła wojna domowa, przebywał w Madrycie. Przedostał się do Burgos, gdzie przystąpił do nowo formowanych wojsk frankistowskich. Władze republikańskie skazały go zaocznie na karę śmierci. W czasie wojny sprawował różne funkcje wojskowe, m.in. szefa sztabu Kastylijskiego Korpusu Armijnego, a następnie w stopniu pułkownika dowódcy 5 Dywizji Nawarryjskiej. Otrzymał wysokie odznaczenie wojskowe. W maju 1940 został generałem brygady. Objął funkcję szefa sztabu wojsk hiszpańskich w Maroku. W grudniu 1942 przejął funkcję dowódcy Błękitnej Dywizji (w terminologii Wehrmachtu 250 Dywizji Piechoty) po zbyt pro-niemieckim gen. Agustínie Muñoz Grandesie. Początkowo Niemcy uważali go za anglofila, ale wkrótce w wyniku sukcesów militarnych hiszpańskiej dywizji docenili jego talenty militarne. W lutym 1943 Hiszpanie stoczyli krwawą, ale zwycięską bitwę z oddziałami sowieckiej 55 Armii, próbującymi przerwać oblężenie Leningradu. Dowódca niemieckiej 18 Armii gen. Georg Lindemann odwiedził gen. E. Estebana Infantesa, składając mu gratulacje. Niemcy za jego zasługi awansowali go na generała pułkownika i odznaczyli Krzyżem Niemieckim, zaś 3 października Krzyżem Rycerskim Żelaznego Krzyża. Jeszcze w tym samym miesiącu dywizja została wycofana z frontu, po czym powróciła do Hiszpanii. Za zgodą gen. E. Estebana Infantesa w Niemczech został sformowany Błękitny Legion, liczący ponad 2,1 tys. Hiszpanów z Błękitnej Dywizji, którzy na kilka miesięcy powrócili na front wschodni. Po powrocie do Hiszpanii w grudniu 1943 gen. E. Esteban Infantes stanął na czele IX Okręgu Wojskowego. Po zakończeniu II wojny światowej sprawował funkcję przewodniczącego Najwyższego Sądu Wojskowego, dowódcy VII Okręgu Wojskowego, a następnie szefa Sztabu Generalnego. W 1958 opublikował wspomnienia pt. „La División azul (donde Asia empieza)”.

## Odznaczenia
- Krzyż Żelazny II Klasy (19 stycznia 1943)[1]
- Krzyż Żelazny I Klasy (25 stycznia 1943)[1]
- Złoty Krzyż Niemiecki (9 kwietnia 1943)[1]
- Krzyż Rycerski Krzyża Żelaznego (3 października 1943)[1]
- Medal Wojskowy (Hiszpania) (21 grudnia 1943)[1]